# NGC 1382
NGC 1382 (również NGC 1380B lub PGC 13354) – galaktyka eliptyczna (E/SB0), znajdująca się w gwiazdozbiorze Pieca. Została odkryta 19 stycznia 1865 roku przez Johanna Schmidta. Galaktyka ta należy do gromady w Piecu.